# 에너지 보존 법칙
물리학에서의 에너지 보존 법칙(-保存法則, 영어: law of conservation of energy)은 외계에 접촉이 없을 때 고립계에서 에너지의 총합은 일정하다는 것으로 물리학의 바탕이 되는 법칙 중 하나다. 가끔 에너지 보존의 법칙이라고도 불린다. 이 법칙에 따르면 에너지는 그 형태를 바꾸거나 다른 곳으로 전달할 수 있을 뿐 생성되거나 사라질 수 없다. 항상 일정하게 유지된다는 것이다. 롤러코스터에서 중력에 의한 퍼텐셜에너지가 운동에너지로 변환되거나 화약의 화학에너지가 총알의 운동에너지로 변환되는 것이 그 예이다. 20세기, 에너지 보존 법칙은 알버트 아인슈타인의 특수 상대성이론을 통해 질량-에너지 보존 법칙으로 확장되었다. 특수 상대성이론에 따르면 질량은 에너지의 한 종류이고 기준 관성계에 따라 측정되는 값이 다를 수는 있지만 같은 관성계에서 시간의 변화에 대해서 불변이다. 열역학에 있어서의 에너지 보존 법칙은 열역학 제1법칙(熱力學第一法則, 영어: the first law of thermodynamics)이라고 불린다.

## 역사
19세기 이전 물리학에서는 열학과 역학을 구분 지어서 독립된 물리 현상이라고 판단하였다. 하지만 19세기에 열과 역학적인 일이 동등한 현상임을 증명하고 에너지 보존 법칙이 정식화 되었다.
역학적 일과 열이 서로 변환될 수 있으며 동등하다는 언급은 에너지 보존의 원리를 확립하는 데에 중심적인 특징이었다. 역학적 과정에서 역학적 에너지가 손실됨과 동시에 열이 생성된다는 사실을 지적했다는 점에서 에너지 보존의 원리는 자연현상의 통일성을 역설하고 있었다. 18세기의 물리학자들은 에너지 손실을 비역학적 과정과 분리해서 역학계 안에서만 고려했으며, 따라서 그들은 열과 역학적 에너지의 동등성에 대한 이론을 분명히 제시하지 않았다. 그런데 18세기 역학의 저작들 속에서도 역학적 에너지의 보존이라는 개념을 찾아낼 수 있다. 고트프리트 라이프니츠가 처음으로 밝힌 활력의 보존 원리가 바로 그것이다. 라이프니츠는 질량과 속도의 제곱을 곱한 양으로 측정되는 활력은 역학적 과정에서 보존된다고 주장했다.
활력 = {\displaystyle \sum mv^{2}\,\!}
18세기 물리학자들에게 활력 보존의 원리는 널리 쓰였는데, 완전탄성운동을 설명할 때 특히 편리하였다. 1720년 요한 베르누이는 활력 개념에 대해서 가장 체계적이고 일관된 해설을 제시하였다. 비탄성충돌에서는 활력이 손실되는 것처럼 보이지만, 이는 움츠러뜨렸다가 늘어나지 못하게 해 놓은 용수철과 비슷하다고 하였다. 그리고 베르누이는 물체가 압축될 때 활력이 소모되지 않고 어떤 방식으로 변환된다고 해석하였다. 아직까지는 열과 일이 동등하다고 생각하지 않았다.
1760년 캐번디쉬는 활력보존의 원리를 열의 교환 문제에 적용하였다. 그는 열이 물체를 구성하는 알갱이들의 떨림에서 비롯된다고 가정을 하고, 열의 전달을 물체를 이루는 입자들의 활력의 보존으로부터 얻어낼 수 있다고 생각했다. 하지만 여전히 활력의 손실을 열의 생성과 등치시키지는 않았다.
19세기 초, 활력을 역학적 일, 즉 힘과 거리의 곱으로 잴 수 있다는 관념이 동력기술에 관한 저작들에 나타나기 시작했다. 석탄을 태움으로써 일을 할 수 있게 만드는 열기관의 작동을 보면 일과 열이 상호변환됨을 짐작할 수 있었다. 에워트는 석탄을 태울 때 생기는 열과 그렇게 해서 생성되는 역학적 능력 또는 힘 사이의 정량적 관계를 추측하였다. 1820년대에는 역학에 관한 이론적 논문들에서 일의 개념이 강조되었는데, 일은 힘을 거리에 대해 적분한 값이로 잴 수 있다고 정의되었다. 또한 활력 개념과의 수학적 관계를 분명히 함으로써 역학적 에너지의 척도를 제시했다. 일을 역학적 에너지의 척도로 보는 개념은 상호변환과정의 정량적인 기초가 되어 주었다.
1842년 역학적 에너지 보존의 법칙은 가장 먼저 독일의 J.R.마이어에 의해 제시되었다. 그는 열대지방을 여행하던 도중 선원들의 동맥 색이 붉은 것을 보고 에너지와 열의 관계를 처음 추측하였다. 후에 1850년 마이어는 열의 일당량이라는 개념을 적용시켜 <열의 일당량에 관한 논문>을 발표하였다. 수소들을 용기에 집어넣고 한 쪽면을 피스톤으로 막은 뒤 추를 올려 놓아 일정한 압력을 준다. 이 상태로 가열하게 되면 기체는 팽창하여 부피가 증가한다. 밀폐하여 가열하였을 경우에는 열용량이 2.4cal이였지만 팽창을 자유롭게 하였을 때는 3.4cal였다. 마이어는 "열량이란 압력에 저항하여 부피를 증가시키는 능력이다"라고 결론을 내렸다. 압력에 대하여 부피를 증가시키는 것은 일을 한다는 것과 동일하여 "열이란 일을 하는 능력이다"라고 결론을 내릴 수 있다. 이러한 능력은 [에너지]라고 정의가 되어있었는데 "열은 에너지다"라고 결론을 내렸다.
마이어의 실험에 앞서 1842년 영국의 줄이 비슷한 실험을 고안하였다. 마이어가 일을 시켜서 열에너지를 계산한 것과는 반대로 열에너지를 통해 일을 계산하였다. 줄의 장치를 잘 살펴보면 인간이 핸들을 돌려 추를 끌어올려 위치에너지를 증가시킨다. 그리고 핸들을 놓게 되면 추가 떨어지면서 물 속의 교반기를 회전시키는데 이는 추의 위치에너지가 교반기의 운동에너지로 전환되는 과정이다. 모든 실험이 끝난 후 물이 잔잔해지면 물의 온도가 전체적으로 증가한 것을 관찰할 수 있는데 이는 정확히 위치에너지의 양과 같다. 줄의 실험은 열이 에너지라는 것을 입증함과 동시에 에너지의 형태가 변하고 여러 과정을 거쳐도 그 전체 양은 줄지 않는 다는 것을 증명하였다.
1840년대까지 몇몇 물리학자들과 엔지니어들이 역학적 일과 열 사이의 정량적인 동등성을 명시적으로 밝혔다. 이들은 열과 일 사이의 변환 계수, 즉 열의 일 해당량 또는 역학적 값을 계산했다. 역학적 일의 개념을 명확하게 정의하고 열과 일의 정량적인 동등성을 밝힌 것이 중요한 요인이 되어, 에너지 보존 원리가 분명해지고, 실험도 가능해졌으며, 수학적 개념화도 이룰 수 있었다. 일과 열이 동등함을 주장함으로써, 물리학자들은 역학과정을 상호변환과정의 망 속에서 논의할 수 있게 되었다. 에너지 보존 원리는 이러한 설명의 작업틀에 기본적 개념을 제공했다. 즉, 보존되는 물리량의 정량적인 척도와 자연 능력의 상호변환을 설명해 주는 보편적인 원리이다. 에너지 보존의 법칙이 확립되면서 열의 역학적 이론도 분명해졌다. 이 이론은 열이 물체를 구성하는 입자들의 떨림에서 비롯된다고 보았으며, 이는 역학적 일과 열 사이의 상호변환과 동등성을 설명하는 기초가 되었다. 운동하는 물질에 기반을 둔 역학적 존재론은 자연 능력의 상호변화과 에너지 보존을 설명하는 토대가 되었다.
1840년대 줄이 열의 역학적 이론을 천명함으로써 에너지 보존 원리와 역학적 설명 프로그램 사이에 연결고리가 마련되었다. 1840년대 초 줄의 연구는 전기장치의 개선과 전기화학에 집중되어 있었다. 데이비와 패러데이는 화학적 친화성의 전기이론을 정식화하려 했으며, 줄은 이 전기이론을 더 다듬어 상호변환과 정량적인 동등함을 밝힘으로써 전기 현상과 화학 현상과 열 현상을 통합하려 했다. 줄은 역학적 일과 열 사이의 정량적 관계를 측정하기 위해서 역학적 일로부터 전류를 만들어내고 다시 이로부터 열을 만들어내는 전기장치를 고안했다. 이 장치를 써서 열과 역학적 일사이의 수치적 관계를 계산할 수 있었다. 줄은 곧 역학적 일이 마찰로 직접 열을 만들어낸다는 결론에 이르렀다. 그러나 열의 변환을 매개하는 매개체로서 전기를 중시하던 관점에서 역학적 일로 점차 그 초점이 옮겨갔다. 열의 변환을 중개하는 매개체로 전기를 중시하던 관점에서 역학적 일로 점차 그 초점이 옮겨갔다. 마찰에 의해 역학적 일이 직접 열로 변환된다는 것을 보이고 마찰로 생긴 열을 확인하려는 실험에서 열의 역학적 값을 측정함에 따라, 줄은 모든 자연 능력들이 정량적으로 동등하며 서로 변환될 수 있고 소멸되지 않는다는 주장을 하기에 이르렀다. 열과 일의 상호변환에서 전기가 매개의 역할을 하는 게 아니라 역학적 능력이 변환된다는 것이 그의 자연이론에서 중심 개념이 되었다.
줄은 열과 일이 서로 변환될 수 있다는 일반적인 물리이론을 정식화했는데, 이 이론은 열의 역학적 당량의 개념을 자연의 힘이 역학적으로 통일되어 있으며 서로 변환될 수 있다는 학설의 틀 안으로 가져왔다. 그는 우주에서 질서가 유지되는 것은 '힘'의 상호변환에 의한 것이며, 힘이 파괴되지 않는 것은 우주의 자족성을 보여주는 것이라고 주장했다. 신이 자연 능력의 틀을 일단 만들고 난 뒤에는 이 힘들이 그 전체 효과면에서 일정하게 유지된다는 것이다. 줄은 여러 자연 능력들 사이에 연결이 있으리라는 선입견을 가지고 연구를 시작한 것은 아니었다. 그는 실험적 발견을 이론적으로 해석하기 위한 틀거리로서 자연 능력이 변환되며 파괴되지 않는다는 관념을 채택한 것이었다. 이 이론이 직접 그의 연구의 방향을 정해 준 것은 아니지만, 변환현상에 대한 그의 실험적 예증의 지적인 배경이 된 것은 틀림없다. 줄은 열과 일이 상호 변환될 수 있음을 확립했다고 주장했지만, '에너지' 보존의 일반 원리에 대한 정식화를 주장하지는 않았다.
1847년 독일의 헬름홀츠는 에너지 보존법칙은 자연계 일반에서 성립되는 법칙이라고 주장하였다. 헬름홀츠는 그의 기념비적인 논문 <힘의 보존에 관하여>에서 에너지 보존 원리의 수학적 정식화를 제시했다. 힘의 보존 에 대한 헬름홀츠의 개념에는 아직 개연적인 모호함이 남아 있었는데, 에너지의 보존뿐 아니라 자연 능력 또는 힘이 파괴될 수 없으며 변형될 수 있다고 한 점도 그러하고, 에너지의 보존이라는 작업틀 안에 자연 능력의 변환을 포함시킨 점도 그러하며, 이런 식으로 보존되는 양들을 수학적으로 정확하게 지시하려 한 점도 그러하다.
헬름홀츠의 에너지 이론의 기원은 생리학에 대한 관심과 동물의 열이라는 문제에 대한 그의 특별한 관심에 있다. 물리학적 원리를 토대로 하여 생리학을 구성하려 했던 베를린 생리학 학파의 중심인물로서, 헬름홀츠는 동물이 만들어 내는 체열과 근육의 작용이 음식물의 산화에서 유도될 수 있음을 증명하려 했다. 헬름홀츠는 리비히의 연구에 크게 영향받았는데, 리비히는 물리 화학법칙들로부터 생리학적 현상들을 유호하려 했다. 헬름홀츠는 실험적 증거가 불충분했음에도 불구하고 리비히의 이론을 옹호하면서 호흡만이 동물의 열이 근원이라고 결론지었다. 그러면서, 리비히의 논증은 '힘의 일정함'의 원리가 타당한가 아닌가에 의존한다고 지적했다. 힘의 일정함의 원리란 힘들이 파괴될 수 없으며 변형될 수 있을 뿐이라는 원리이다. 헬름홀츠는 자연 능력 또는 힘이 상호 변형될 수는 있지만 소멸될 수는 없다는 원리를 정당화하는 것을 자신의 과제로 삼았다.
그는 유기체가 독특한 힘을 가지고 있으며 그것은 물리적 영역에서 작동하는 힘과는 다르다는 리비히의 견해를 공격하긴 했지만, 유기체에서 나타나는 힘들이 비유기적 자연에서 작동하는 힘이 수정된 결과라고 본 것은 리비히의 생리학을 올바로 해석한 것이었다. 헬름홀츠는 리비히의 생기력이라는 개념을 배격하지 않았다. 헬름홀츠에게 중요한 문제는 유기체의 생리학을 조절하는 힘들을 비유기적 힘을 지배하는 법칙들로 설명하는 것이었다. 그는 이 설명을 위해서는 모든 힘의 작동은 힘이 일정하다는 법칙을 따라야 한다고 주장했다. 리비히의 생기력도 역시 저절로 생겨날 수 없으며 다른 힘을 같은 양만큼 만들어 낼 수 있다는 점에서 비유기적 힘과 똑같은 성질을 가지고 있었다. 그래서 헬름홀츠는 리비히의 이론이 힘은 일정하다는 가정에 의존하고 있다고 주장한 것이다. 그러나 헬름홀츠는 생기력 원리가 포함하고 있는 다른 주장, 즉 생기력은 자체영구적이며 따라서 힘 일정의 원리에 구속되지 않을 수도 있다는 주장에는 반대했다.
헬름홀츠는 "살아 있는 힘"의 보존의 원리를 일반적인 형태로 유도하면서, 중심력에 의해 움직이는 물체의 운동에 대해 '살아 있는 힘'의 변화는 그가 "긴장된 힘"이라고 부른 양의 변화로 측정된다고 주장했다. "긴장된 힘"은 중심력의 세기에다 물체에서 힘의 중심까지의 거리를 곱한 양으로 정해진다. 힘 보존의 원리는 "살아 있는 힘"과 "긴장된 힘"의 합이 일정하다는 것으로 표현되었다. 헬름홀츠는 이 원리가 물체의 운동이 중심력 법칙으로 결정된다는 가정에 의존한다고 보았다.
헬름홀츠의 "살아있는 힘"과 "긴장된 힘"은 각각 운동에너지와 위치에너지에 해당하며, 그의 '힘의 보존'의 원리는 에너지 보존을 수학적으로 표현한 것이다. 헬름홀츠는 자신이 '힘'이라는 용어를 수학적인 논의에서 이중적으로 쓰고 있음을 잘 알고 있었다. 즉, 뉴턴의 끄는 힘과 미는 힘을 지칭할 때에도 힘이라는 용어를 쓰고, 살아있는 힘과 긴장된 힘에서도 힘이라는 용어를 쓰고 있었다. 그는 나중에 '살아있는 힘'과 '긴장된 힘'이 1850년대에 도입된 '에너지'라는 용어의 동의어임을 재빨리 지적했다.
에너지 보존의 법칙은 20세기에 들어와서 질량-에너지 보존의 법칙으로 거듭나게 되는데, 이는 중성자의 발견과 함께 시작된다. 1932년 이탈리아의 페르미는 중성자의 발견과 동시에, 중성자를 원자핵에 충돌시켜 하나의 원소를 다른 원소로 변환하는 연구를 시작하였다. 1938년 독일의 오토 한과 슈트라스만이 페르미의 실험을 해석하였는데 이는 초우라늄원소가 아니라 우라늄이 정확히 두 개로 분열되고 그 사이에 미세 질량들이 소멸하여 에너지가 발생하였다는 것을 밝혀냈다. 그들은 원자핵 분열 현상이라고 불렀다. 그 후 알버트 아인슈타인은 질량들은 질량에 광속에 제곱을 곱한 것과 같은 에너지를 가진다고 증명하여 질량과 에너지가 상호 전환되며 그 합이 일정함을 보였다.

## 열의 일당량

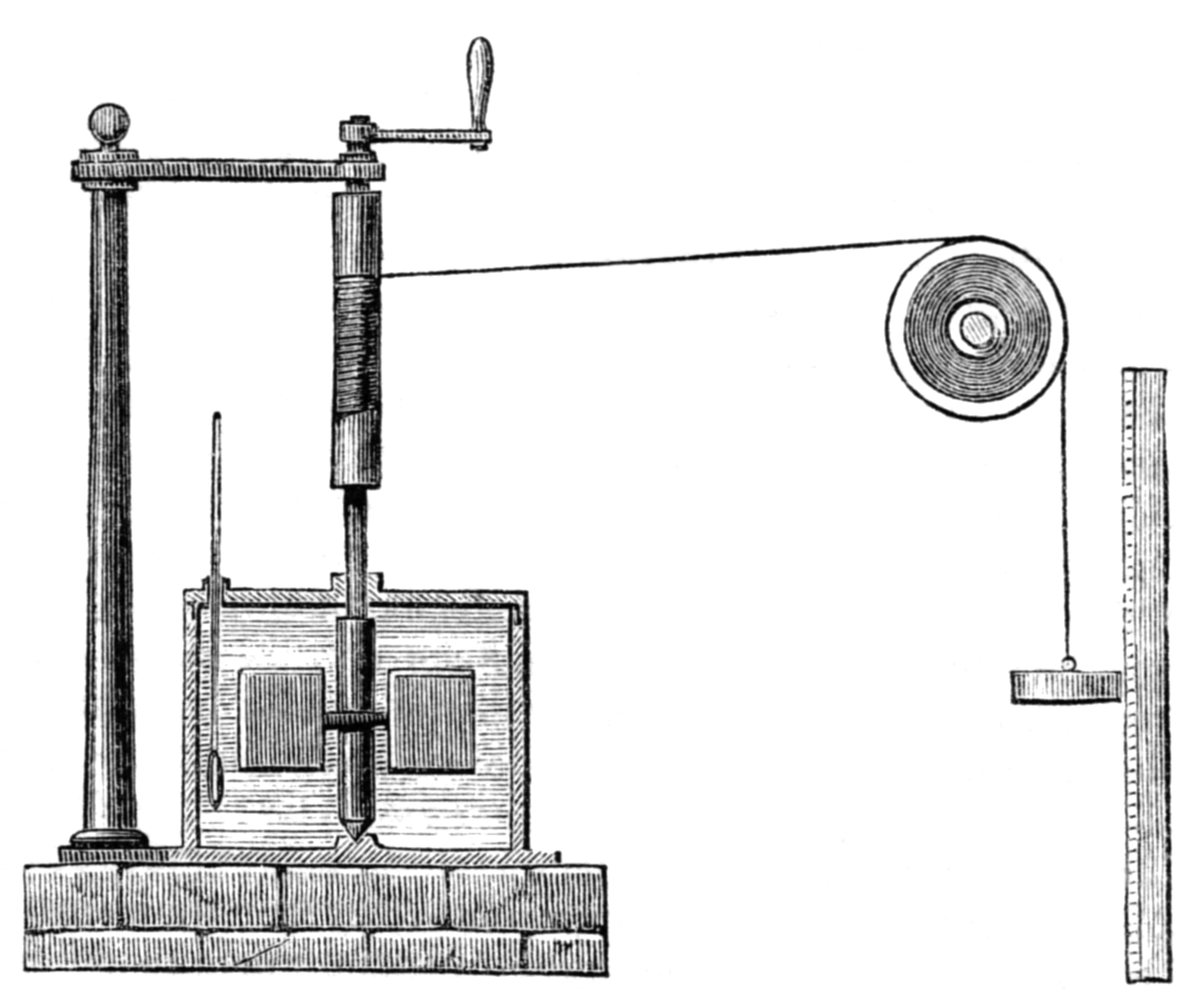
그림 1. 줄의 실험 장치

열의 일 당량은 열역학 제1법칙, 나아가서 에너지 보존의 법칙의 요체로서 단위 열을 생성하는데 필요한 기계적 일의 양이다.
역사적으로, 에너지 보존의 법칙은 열의 일 당량에 의해 뒷받침되었다. 에너지 보존 법칙이 발견 될 당시에 그 당시를 지배하던 라부아지에의 칼로릭 이론과는 달리 열이 역학적인 일로 변할 수 있다는 것을 보여주는 예이기 때문이다.
열과 일의 관계를 발견하기 위한 시도는 럼퍼드 백작이라고 불리던 벤자민 톰슨에서부터 시작되었다. 그는 포신의 앞부분을 물속에 집어넣고 회전하는 굴대에 연결하여 포신의 앞쪽에 있는 드릴로 쇠를 깎아 내는 작업을 시작하자, 얼마 있지 않아 열이 발생하고 수 시간 뒤에는 물이 끓기 시작하는 것을 발견하였다. 그는 이 결과를 통해 열을 ‘칼로릭’이라는 물질의 흐름으로 생각한 라부아지에의 이론을 부정하고 열이 운동과 관련이 있다고 설명했다.

럼퍼드가 단순한 열이 운동과 관련이 있다는 새로운 시각을 제공하는 것에 그친 반면에, 독일의 내과의사 로베르트 율리우스 마이어는 에너지가 보존된다는 근본적인 개념의 혁명을 제공했다. 그는 그가 알고 있는 동물의 체온에 대한 이론과 몸이 기계적인 일을 한다는 것을 결합시켜 몸속의 연소반응이 열과 일을 발생시킨다고 결론지었다. 이 결론을 운동도 마찰을 통하여 열을 만들게 된다는 것과 종합되어 운동과 열은 서로 전환이 가능하다는 생각으로 발전되었다. 그는 철학적 추론에 의존해 그가 혐오하는 유물론과 대비되는 자신의 생각을 더욱 발전시켜 열의 일 해당량의 값을 추측하고 “소멸되지 않고 변환 가능하면서 무게가 없는 실제”라고 언급된 에너지에 대한 개념을 소개했다.
마이어의 추론이 경험적 근거가 부족했고 사변적 추론에 의존했다면, 영국의 제임스 프레스콧 줄은 열의 일 당량을 정밀하게 측정했다. 그의 실험 장비를 묘사하자면 끈의 한 쪽 끝에는 추가 달려있고 반대쪽 끝은 물레방아의 축에 감겨있는 상태에서 중력에 의해 정해진 거리만큼 추가 내려오게 되면 물레방아가 물을 휘저으며 일을 한다. 이론적으로는 추의 무게와 추가 내려온 거리로부터 추가 한 일의 양을 측정할 수 있고 물의 양과 증가한 온도를 재서 발생한 열의 양을 측정할 수 있다. 다만 이 실험에서 발생하는 열량이 굉장히 적어 사람의 체온이나 미세한 주변 환경의 변동에도 측정값이 묻혀버릴 수 있다는 점이 줄이 실험을 조작했을 수 있다는 의문을 가지게 한다.
에너지 보존 법칙이 확고하게 자리가 잡고 난 오늘날에는 열의 일 해당량이 정밀하게 측정되었다. 에너지와 일과 열을 재는 과학적 단위는 ‘줄’로 통합되었고 J라고 표기하며, 1줄은 1g의 물을 0.24도 높이는데 필요한 에너지에 해당한다고 알려졌다.
수식적으로는 다음과 같이 표시할 수 있다.
{\displaystyle W=JQ\,\!}
여기서 W는 일, Q는 열량, J는 열의 일 해당량을 뜻한다.

## 열역학 제1법칙
열역학 제 1법칙은 1850년 루돌프 클라우지우스에 의해 정립된 것으로, 닫힌 열역학적 계에 대하여, 계의 에너지 변화량은 계에 가해진 열에너지와 계가 한 일을 합친 것과 같다는 법칙이다. 열역학 제 1법칙은 에너지 보존의 법칙을 열역학적인 관점에서 서술한 것으로 볼 수 있으며 수식적 표현은 다음과 같다.
{\displaystyle \Delta U=Q-W\,\!} or {\displaystyle \Delta U=Q+W\,\!}
W앞에 마이너스 기호와 플러스 기호를 둘다 사용하는 이유는 때때로 편의에 따라 일의 정의를 달리하여 기호를 반대로 표시하기도 하기 때문이다. 여기서 Q는 계에 제공된 , 복사의 형태로 전달된다. 대류는 기체나 액체의 직접적인 운동을 통해 전달되는 것이고, 전도는 분자수준의 접촉을 통해 에너지 전달이 일어나는 것이며, 복사는 뜨거운 물체가 강한 전자기파를 방출하면서 에너지를 전달하는 것이다.
극소한 변화에 대해서는
{\displaystyle dU=dQ-dW\,\!}
식이 성립한다. 여기서 dQ와 dW가 Q와 W의 변화량이 아닌 극미량을 뜻한다는 점에 주의해야 한다. Q와 W의 변화량은 아무런 의미가 없다. 다시 말해서 Q와 W는 다른 변수의 함수 꼴로 나타나지 않으며 경로의존적인 적분 값을 가지게 된다.

### 제 1종 영구기관

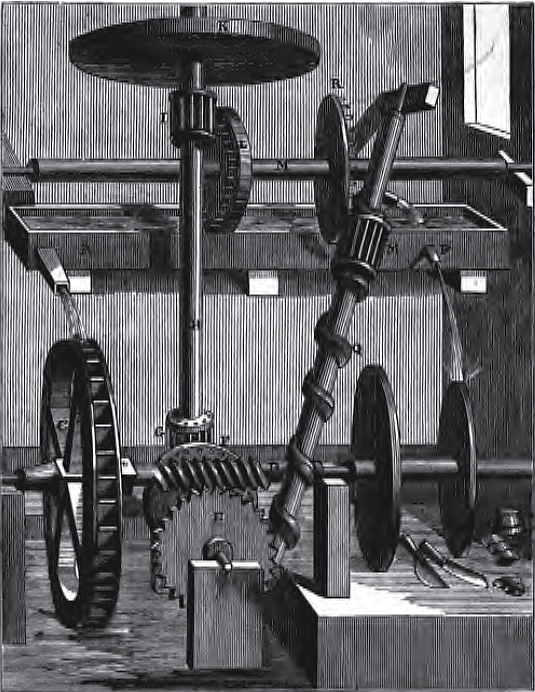
그림 2. 물레방아를 이용한 영구기관

인류는 오랜 시간동안 외부 동력원 없이도 내부적 순환으로 에너지를 창출하여 영구적인 일을 할 수 있는 기관을 만드는 것이 꿈이었고 그것을 제 1종 영구기관이라고 불렀다. 아르키메데스는 스크류를 이용하여 물을 순환시켜 물레방아를 계속 돌리는 영구기관을 제시했고, 17세기 초기 증기기관을 연구한 영국의 소머셋은 바퀴 속에 납공을 넣고 굴려서 그 반동으로 바퀴를 돌리는 영구기관을 고안했다. 베르누이 역시 유체역학적인 영구기관을 제안하기도 했으나 모두 실패로 끝났다. 그 대표적인 예로 물레방아 모양의 영구기관이 있는데 이 영구기관은 물이 떨어지는 힘을 이용해서 물레방아를 돌리고 이 물레방아가 일을하면서 떨어진 물을 다시 위로 퍼올리도록 설계되어 있다. 현대에 들어와서, 에너지보존의 법칙은 제 1종 영구기관이 불가능하다는 것을 입증한다. 외부로부터 에너지를 공급받지 않고 영구적으로 일을 하기 위해서는 스스로가 에너지를 창출시키는 능력이 필요하다. 그러나 에너지 보존의 법칙에 따르면 에너지는 생성되거나 소멸될 수 없으므로 제 1종 영구기관은 존재할 수 없다.

## 역학적 에너지 보존의 법칙
뉴턴 운동 법칙의 제 2 법칙에 따르면 입자에 작용하는 힘 {\displaystyle F\,\!}와 위치벡터 {\displaystyle r\,\!}은 다음과 같이 성립한다.
{\displaystyle m{\frac {dv}{dt}}=m{\frac {d^{2}r}{dt^{2}}}=F(r)\,\!}
이 식은 직접 {\displaystyle t\,\!}에 대하여 적분할 수 없으므로 에너지 적분을 사용하자.
양변에 속도를 곱하고 시간에 대하여 {\displaystyle t_{A}\,\!}에서부터 {\displaystyle t_{B}\,\!}까지 적분하면
{\displaystyle \int _{t_{A}}^{t_{B}}[m{\frac {d^{2}r}{dt^{2}}}\cdot {\frac {dr}{dt}}]dt=\int _{t_{A}}^{t_{B}}F(r)\cdot {\frac {dr}{dt}}dt\,\!}
{\displaystyle \int _{t_{A}}^{t_{B}}{\frac {d}{dt}}[{\frac {1}{2}}mv\cdot v]dt=\int _{A}^{B}F\cdot dr\,\!}
따라서
{\displaystyle [{\frac {1}{2}}mv\cdot v]_{A}^{B}=\int _{A}^{B}F\cdot dr\,\!}
{\displaystyle T(v)={\frac {1}{2}}mv^{2}\,\!} 로 정리할 수 있다.
따라서
{\displaystyle dW=F(r)\cdot dr=dT\,\!} ....... (i)
를 만족한다. 이를 일-에너지의 원리라고 한다.
만약 어떤 힘 {\displaystyle F}가 입자를 점 {\displaystyle A\,\!}에서 점 {\displaystyle B\,\!}로 이동시키는데 한 일 {\displaystyle W_{ab}\,\!}가 그 이동 경로에는 아무 관계가 없고 그 두 점 {\displaystyle A,B\,\!}의 위치에만 관계되는 경우를 생각하면, 힘 {\displaystyle F\,\!}를 어떤 폐곡선을 따라서 한 바퀴 적분한 것이 0이 된다고 가정하자. 이러한 힘을 보존력이라고 한다.
{\displaystyle \oint F\cdot dr=0\,\!} ⇔ {\displaystyle F=\,\!} (보존력)
이 경우 {\displaystyle F\cdot dr\,\!}피적분함수 {\displaystyle r\,\!}가 위치벡터 만의 함수인 어떤 스칼라함수의 보존력으로 표현 할 수 있을 때만 가능하다. 그 스칼라함수를 {\displaystyle U(r)\,\!}라 하면
{\displaystyle F\cdot dr=-dU\,\!} ....... (ii)
{\displaystyle F=-\nabla U\,\!}
가 된다.
힘 {\displaystyle F\,\!}가 보존력 일 때 위 식을 만족하는 스칼라함수 {\displaystyle U(r)\,\!}을 위치에너지 함수라고 한다.
힘 {\displaystyle F\,\!}가 보존력일 때 경로 {\displaystyle A,B\,\!}에 대해서 다음 식도 만족한다.
{\displaystyle W_{ab}=\int _{A}^{B}F\cdot dr=-[U(r_{B})-U(r_{A})]\,\!}
에너지 보존 법칙을 유도하기 위해서 (i)과 (ii)를 결합하면
{\displaystyle d(T+U)=0\,\!}
{\displaystyle T+U=E=\,\!} 일정
을 얻을 수 있다.
이것은 어떤 계안에서는 에너지가 {\displaystyle E\,\!}로 보존된다는 것을 뜻한다.

## 뇌터와 에너지보존의 법칙
1915년 독일의 수학자 뇌터는 자연계에 대칭성이 있으면 그에 상응하는 보존량이 존재하고 그 역도 성립한다는 것을 수학적으로 증명했다. 여기서 시간변환에 대한 대칭성에 대응되는 보존량이 바로 에너지이다. 만약 다른 계와의 상호작용에 기인하여 시간변환의 대칭성이 없는 계가 있다고 하더라도, 항상 더 큰 시간변환의 대칭성이 있는 계를 잡을 수 있기 때문에, 전 우주적인 에너지는 보존된다고 해석할 수 있다. 뇌터에 의해서 에너지보존의 법칙은 ‘대칭성’이라는 자연의 성질로서 다시 한 번 통찰되었으며 더욱 뿌리 깊게 많은 물리학 이론의 토대로서 자리 잡게 되었다. 특히 현대물리학적으로 에너지 보존 법칙을 해석할 때 뇌터의 정리를 사용한다.

## 특수 상대성 이론과 에너지보존의 법칙
고전적인 뉴턴역학에서 정지해 있는 물체의 에너지는 정지해 있으므로 운동에너지는 0이고, 내부에너지로 화학결합에너지와 열 에너지, 그리고 적당한 장에 의한 위치 에너지를 가진다. 그러나 이런 정도의 에너지는 방대한 에너지를 지속적으로 방출하는 별들에게는 부족한 크기를 가지고 있다. 아인슈타인이 특수 상대성 이론을 발견하면서 질량도 결국 에너지의 한 종류라는 것을 증명해내고, 그 크기는 질량과 빛의 속도의 제곱에 비례하는 어마어마한 크기라는 것을 유도해냈다. 이는 에너지-질량 등가 원리라고 불리고, E = mc^2의 식으로 대표된다. 사실 이 유명한 공식은 약간의 오해의 소지가 있으며 보다 정밀한 공식은 계의 총 운동량까지도 고려해야 한다.
{\displaystyle E_{r}={\sqrt {(m_{0}c^{2})^{2}+(pc)^{2}}}\,\!}
여기서 물체가 정지해 있는 상태라면, 정지에너지는 정지질량과 빛의 속도의 제곱의 곱과 같다는 공식을 얻어낼 수 있다. 비록 상대성이론에 따라 관측자의 관성계에 따라 물체의 상대론적 에너지가 변화할 수 있지만, 관측자의 관성계가 변하지 않는 이상 시간의 변화에 에너지는 변하지 않는다는 것을 볼 수 있다. 다시 말해 관측자에 따라 계의 총 에너지 량에는 차이가 있을 수 있지만 각각의 관측자에게 그 값은 시간에 따라 변하지 않으므로 에너지 보존의 법칙을 만족하는 것이다.
이와 같이, 상대성 이론이 정립된 후에도 에너지 보존의 법칙은, 에너지의 개념의 확장으로 유지될 수 있었다. 에너지가 보존된다는 것은, 기존에 있던 개념의 에너지가 보존되는 것 뿐만이 아니라 질량의 형태로 있는 에너지까지도 보존된다는 것이다. 다시 말해 질량 자체가 곧 에너지고 본질적으로 질량 보존의 법칙과 에너지 보존의 법칙은 같은 불변량에 대한 법칙이었다는 결론을 얻어냈다. 이로 인해 과학의 뿌리를 이루던 두 가지 큰 법칙, 질량보존의 법칙과 에너지보존의 법칙이 하나로 연결되게 되고, 두 뿌리가 하나로 합쳐져 더욱 견고한 토대를 이루게 되었다.

## 파울리와 중성미자
에너지 보존의 법칙은 오랜 시간의 인류의 경험 속에서 예외가 발견되지 않은 당연한 것이었다. 그러나 이렇게 당연하게 받아들여지던 에너지 보존의 법칙에도 위기가 있었다. 과학자들은 동위원소의 베타붕괴 실험을 통해 중성자가 양성자와 전자로 붕괴할 때 에너지 보존 법칙에 위배되는 것처럼 보이는 결과를 얻었다.
독일의 물리학자 파울리는 이 문제를 해결하기 위해 중성미자라는 새로운 입자를 제안했다. 파울리는 중성미자가 원자핵의 붕괴의 결과를 에너지 보존의 측면에서 설명하기 위해서는 전기적으로 중성이며, 질량이 매우 작을 것이라고 예상했다. 위의 예상을 바탕으로 1956년 코웬과 라인스가 중성미자를 실험적으로 검출해 냈으며 현재까지도 페르미 국립 가속기 연구소 같이 입자 가속기를 통한 국가적 차원의 연구가 진행되고 있다. 이와 같이 에너지 보존의 법칙은 새로운 입자의 발견에도 크게 기여했다.

## 같이 보기
- 에미 뇌터
- 질량 보존의 법칙
- 열역학 법칙
- 뇌터 이론
- 제임스 로베르트 마이어
- 특수 상대성이론
- 질량-에너지 등가의 원리
- 헬름홀츠